# راسيل إدواردز
راسيل إدواردز (بالإنجليزية: Russell Edwards)‏ هو لاعب كرة قدم بريطاني في مركز الدفاع، ولد في 21 ديسمبر 1973 في بكنهام ‏ في المملكة المتحدة. لعب مع كريستال بالاس.